# 左翼阵线 (俄罗斯)
左翼阵线（羅馬化：Levyy Front）是俄罗斯的一个统一战线组织，囊括了多个活跃在俄罗斯及其他后苏联国家的极左翼组织。该组织成立于2008年10月18日。该组织的成员所持政治理念各异，包含了社会主义的多个流派：共产主义、马克思主义、列宁主义、卢森堡主义、托洛茨基主义、斯大林主义、毛主义、无政府主义、社会民主主义。该组织的领袖是谢尔盖·乌达利佐夫。该组织出版刊物《最后通牒》。该组织的总部位于莫斯科。该组织有9000名成员。
左翼阵线对普京政权持强烈批判态度。该组织参与了2021年俄罗斯抗议事件。

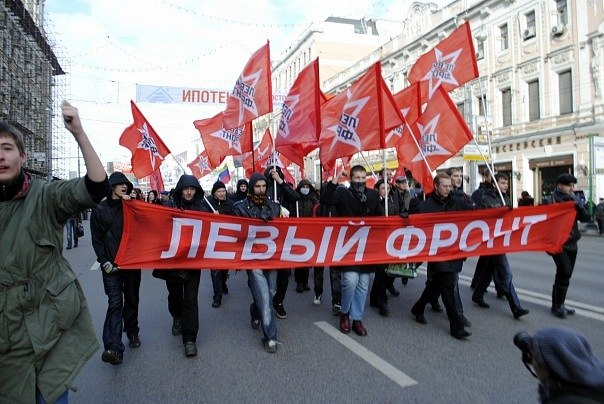
2010年11月7日，左翼阵线成员举行示威游行

## 成员
- 苏联共产党俄罗斯共产主义工人党
- 红色青年先锋队

## 盟友
- 自治行动（英语：Autonomous Action）
- 俄罗斯社会主义运动（已解散）
- 革命共产主义青年联盟（布尔什维克）